# Нас
Насир бин Олу Дара Џоунс (енгл. Nasir bin Olu Dara Jones; Њујорк, 14. септембар 1973), најпознатији под уметничким именом Нас (енгл. Nas, амерички је репер, аутор песама и предузетник. Сматра се једним од најбољих репера свих времена.

## Биографија
Насир бин Олу Дара Џонс рођен је у округу Бруклин у Њујорку 14. септембра 1973. године од родитеља Афроамериканаца. Његов отац, Олу Дара (рођен као Чарлс Џонс III), је џез и блуз музичар из Мисисипија. Његова мајка, Фани Ен (рођена Литл; 1941–2002) била је радница америчке поштанске службе из Северне Каролине. Има брата Џабари Фрета, који репује под именом Џангл и члан је хип-хоп групе Брејвхартс. Његов отац је преузео име "Олу Дара" од народа Јоруба. "Насир" је арапско име које значи "помоћник и заштитник", док "бин" на арапском значи "син".
Са својих пет година Нас се доселио у Квинс. Каријеру је започео као тинејџер кад је упознао Ил Вила који му је постао ди-џеј. Средином 1992. потписао је уговор са Коламбија рекордсом. Исте године је објавио своју прву песму за ову издавачку кућу под називом Halftime. Песма је и саундтрек филма Зебрахед.
Године 2001. се посвађао с репером Џеј Зијем. Свађа је трајала све до 2005. Нас се 2005. се оженио са познатом ритам и блуз певачицом Келис.
Издао је девет студијских албума. Поред музике, Нас је глумио и у неколико филмова. Његов отац је Олу Дара, познати џез музичар. МТВ га је увурстио међу 10 најбољих репера у историји.

## Дискографија
Студијски албуми
- Illmatic (1994)
- It Was Written (1996)
- I Am... (1999)
- Nastradamus (1999)
- Stillmatic (2001)
- God's Son (2002)
- Street's Disciple (2004)
- Hip Hop Is Dead (2006)
- Неименован (2008)
- Life Is Good (2012)
- Nasir (2018)
- King's Disease (2020)
- King's Disease II (2021)
- Magic (2021)
- King's Disease III (2022)

## Филмографија
| Година | Назив | Улога           |
| ------ | ----- | --------------- |
| 2008.  |       | Кул Џи Реп      |
| 2003.  |       | Нас             |
| 2001.  |       | Иса Пејџ        |
| 2001.  | Фази  |                 |
| 1999.  |       | непознати дилер |
| 1998.  |       | Синсер          |